# NGC 760

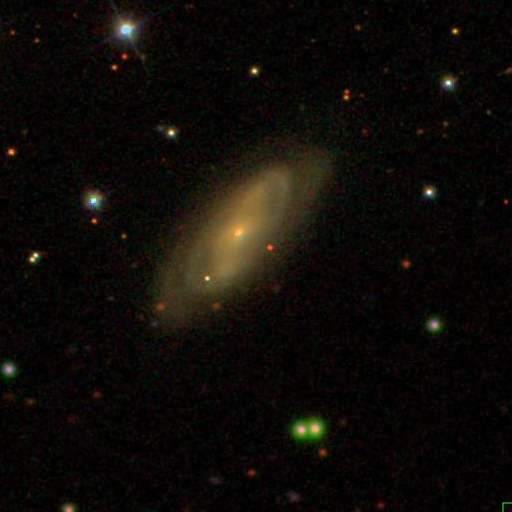
SDSS-Aufnahme zwei dicht beieinander liegende Sterne, die als NGC 760 katalogisiert sind, unterhalb der Balkenspiralgalaxie NGC 761.

NGC 760 bezeichnet im New General Catalogue zwei scheinbar dicht beieinander liegende Sterne im Sternbild Dreieck am nördlichen Fixsternhimmel, nahe der Galaxie NGC 761. Der Katalogeintrag geht auf eine Beobachtung des britischen Astronomen Ralph Copeland am 19. Dezember 1873 mit dem Teleskop Leviathan zurück, dem das Objekt als Nebel erschien.